# 中野にぎわいフェスタ
中野にぎわいフェスタ（なかのにぎわいフェスタ）とは、東京都中野区の中野駅周辺において毎年10月に催される大型イベントである。中野が持っている特有の個性や魅力を発信するため、老若男女全員が楽しめる企画が多く、往年開催されていた中野まつりに代わる東京の新しい顔としての賑わいをつくるとしている。実行委員会は、中野区内の商店街や商店、企業、学校、表現活動者、町会、行政などで構成されている。

## コスプレイベント
2011年から2014年と、2016年から2018年まではコスプレイベントが行われていた。しかし、2019年以降はコスプレイベントが中止となっている。

## 会場
- 中野四季の森公園他